# Ronize Aline
Ronize Aline (Rio do Sul, 5 de dezembro de 1970) é uma escritora, tradutora, jornalista e crítica literária brasileira.
Iniciou a carreira como autora de literatura infantil. Seu livro O dono da lua foi selecionado para programas educativos do governo de São Paulo e da prefeitura de Contagem. Integrou a antologia de contos Nouvelles du Brésil, publicada na França em 2013, ao lado de José Arrabal, Pedro Bandeira, Sérgio Rodrigues, Allan Pitz, Ademir Pascale e Aline T.K.M.

## Obras
- 2015 - O ofício de Penélope (Átame)

### Literatura infantil
- 2013 - Anete, Nariz de Chiclete
- 2012 - O dono da Lua